# پینوس پوئنته
پینوس پوئنته (به اسپانیایی: Pinos Puente) یک دهستان در اسپانیا است که در استان گرانادا واقع شده‌است. پینوس پوئنته ۹۹ کیلومتر مربع مساحت و ۱۳٬۳۱۹ نفر جمعیت دارد و ۵۷۶ متر بالاتر از سطح دریا واقع شده‌است.